# Konradshofen
Konradshofen ist ein Pfarrdorf und Ortsteil der Gemeinde Scherstetten im Landkreis Augsburg im Regierungsbezirk Schwaben in Bayern. Zur Gemarkung gehört auch der nordöstlich gelegene Weiler Hilpoldsberg. Konradshofen und Hilpoldsberg liegen in den Stauden.

## Geografie
Das Dorf befindet sich etwa drei Kilometer nördlich von Scherstetten und wird von der Kreisstraße A 2 durchzogen, die von Mickhausen nach Scherstetten führt. Am östlichen Rand des Ortes fließt die Schmutter vorbei.

## Geschichte

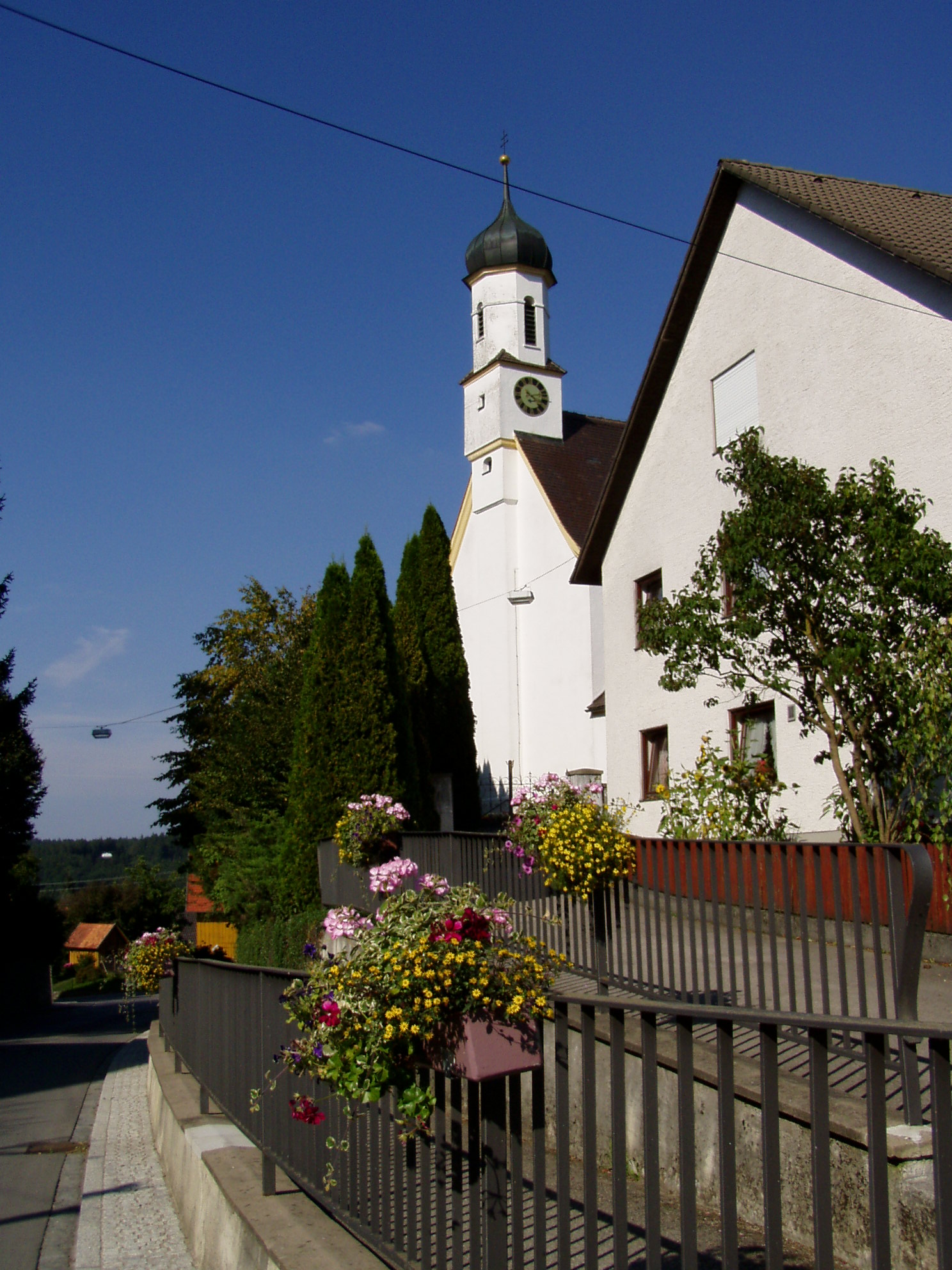
Hauptstraße in Konradshofen

Vermutlich reichen die Ursprünge des Ortes auf einen Kirchenbau bei den „Höfen des Konrad“ zurück. Hans von Rechberg erwarb 1566 den Besitz von dem Augsburger Stift St. Gertrud und ließ ein Schloss und mehrere Sölden errichten.
Bis zur Gebietsreform in Bayern am 1. Juli 1972 gehörte Konradshofen mit seinem Ortsteil zum Landkreis Schwabmünchen und wurde dann dem Landkreis Augsburg (zunächst mit der Bezeichnung Landkreis Augsburg-West) zugeschlagen. Am 1. Mai 1978 erfolgte die Eingemeindung in die Gemeinde Scherstetten. Im Jahre 1987 zählte Konradshofen 367 Einwohner.
Die katholische Pfarrei Sankt Martin in Konradshofen gehört zum Dekanat Schwabmünchen im Bistum Augsburg. Zur Pfarrei gehört auch noch Hilpoldsberg.

## Wappen
Die beiden Löwenköpfe erinnern an die langjährige Ortsherrschaft durch die Herren von Rechberg. Der Hintergrund ist in Silber und Rot gehalten und gibt damit die Farben des Augsburger Stiftes St. Gertrud wieder.